# Avondale Williams
Avondale Williams (ur. 10 października 1977) – piłkarz, a obecnie trener piłkarski pochodzący z Brytyjskich Wysp Dziewiczych. Grał na pozycji napastnika w drużynach Veterans i Rangers.
Williams jest trenerem piłkarskiej reprezentacji Brytyjskich Wysp Dziewiczych. Ma czworo dzieci: Taron Smith, Kaylene Williams, Jaheima Williamsa i Aję Williams.